# Mount Keith
Mount Keith je hora v jihovýchodní části pohoří Sierra Nevada, v Inyo County a Tulare County, na východě Kalifornie. S nadmořskou výškou 4 262 m je pátou nejvyšší horou v tomto pohoří a sedmou nejvyšší ve státě Kalifornie.
Hora je pojmenovaná po Williamu Keithovi, malíři a členovi Sierra Clubu.

## Geografie
Mount Keith leží přibližně 10 km severně od Mount Whitney, na jihovýchodní hranici Národního parku Kings Canyon. 5,5 kilometru severoseverozápadně od hory leží University Peak, necelých 6 kilometrů jihovýchodně Mount Williamson, východně údolí Owens Valley a pohoří Inyo Mountains.